# Tierras Blancas
Tierras Blancas es una localidad ubicada en el sector nororiente de la comuna de Coquimbo y al sur de la ciudad de La Serena, Región de Coquimbo, Chile.

## Descripción
La localidad de Tierras Blancas contaba con alrededor de 80 000 habitantes según el censo chileno de 2012, en una superficie que abarca aproximadamente 3,3 km².[cita requerida]

## Historia
Los orígenes de Tierras Blancas se remontan al siglo XIX, donde los confusos límites entre las ciudades de La Serena y Coquimbo permitieron la formación de un núcleo de personas que trabajaba la piedra caliza y el cal, el cual se mantuvo aislado durante años, ajeno a las principales comunidades urbanas de la costa.
En documentos que datan de 1870[cita requerida] se hace mención a los límites del Departamento de La Serena con los de Coquimbo en los cuales se hace referencia a un sector denominado Serranías de Huachalalume, ubicado al noreste de la bahía porteña y caracterizada por ser un terraplén agreste, que derivaba de los "Cerros Negros", la columna de cerros que hoy aparece como trasfondo del pueblo de Tierras Blancas. Aquellas tierras pertenecían a una antigua estirpe real las cuales eran antiguas herencias de doña Agustina Álvaez de Tobar, princesa de la casa imperial del Cuzco[cita requerida], y que por razones aún desconocidas fue enclaustrada en la orden Mercedaria de La Serena. Cuando la muerte se le venía encima, ella logra heredar a sus hijos el patrimonio de estas tierras a inicios del siglo XVIII. Durante años, en estas tierras se proyectaron trabajos agrícolas y mineros. Durante el siglo XIX ya existía una comunidad de trabajo que se dedicaba a la extracción de cal y piedra caliza. En esta suerte de aislamiento, el nombre de Tierras Blancas fue formándose en la memoria colectiva de serenenses y coquimbanos, surgido por la peculiar apariencia de esta zona en aquellos siglos debido a estos trabajos mineros.
Parte de este sector fue entregado a los colonos europeos que llegaron con la migración de los años 50.[cita requerida] Pocos años antes, estos terrenos habían sido dados, a su vez, a Cital, una compañía que transformó parte de Tierras Blancas en un complejo agrícola. Esta compañía entregó estas tierras a los colonos alemanes e italianos, que se instalaron en ellos para desarrollar una actividad económica. 
Una década más tarde, en 1960 exactamente, llegó un grupo de inquilinos provenientes de los sectores de Santa Elena, Corazón de María de Pan de Azúcar y otros del mineral del Tofo y Santa Fé ocuparon la zona que se ubicaba al sur de las colonia de inmigrantes. Ellos recogieron el nombre popular e informal con que se designaba a esos terrenos y a modo de fundación le comenzaron a llamar Tierras Blancas. 
Un comité agrícola es la génesis de la primera junta de vecinos del lugar, quienes formaron, ocuparon y conformaron las primeras calles. En 1975 se regulariza la propiedad de los terrenos, dando origen a lo que es hoy Tierras Blancas. 
Como para ubicar su emplazamiento, la gente que no conocía mucho el lugar, tenía que orientarse adecuadamente para llegar a las nuevas tierras que prometían dar un hogar a los que lo necesitaban. Las familias de aquella época que buscaban Tierras Blancas podían ver desde el oriente la terraza de Peñuelas. Luego, llegaban a unas tierras de color blanco y viendo que podían instalarse, ocupaban los amplios y deshabitados sitios. Entonces cada nuevo grupo familiar que llegaba preguntaba por el lugar, a los que los lugareños le respondían "tierras blancas" tal como se había denominado. Así, gracias al producto del mineral de piedra caliza existente en el lugar, por ser lo más vistoso del paisaje se fue difundiendo la voz de esta población. Poco a poco, los hombres y las mujeres fueron esparciéndose por los llanos de caliza, ocupando los espacios que antes sólo habitaban unos arenales. 
Las historias informales cuentan que Tierras Blancas, como población ya moderna, tuvo su origen en un grupo de vecinos que se tomaron ilegalmente unos terrenos en 1960, al no tener una solución habitacional. Ellos se agruparon en torno a una somera organización y se acaudillaron para instalarse en un sector que antes se denominaba Las Conchillas y que pertenecía a una colonia de italianos. Los primeros vecinos tuvieron que enfrentarse a duros momentos al comienzo. Incluso en más de una ocasión fueron desalojados. Pero finalmente esta naciente población pudo superar sus límites y se ha transformado en uno de los sectores más importantes para Coquimbo.
En 1967 se conformó el Barrio Industrial Peñuelas Alto, ubicado frente a Tierras Blancas, al oeste de la ruta hacia Ovalle.

## Conformación de las primeras calles
La primera junta de vecinos La Unión designó la organización de las primeras calles de norte a sur correspondientes a las provincias vigentes en Chile antes del proceso de regionalización del país iniciado entre 1974 y 1976:
- Regimiento Arica, el nombre de esta calle se otorga en memoria al Regimiento Arica, unidad militar de soldados locales que combatió en la Guerra del Pacífico y participó de la toma del morro de Arica. (la calle pertenece a Coquimbo desde la Ruta 5 hasta la calle Juan Antonio Ríos)
- Tocopilla
- Tarapacá
- Antofagasta
- Atacama
- Coquimbo
- Aconcagua
- Valparaíso
- Santiago
- O'Higgins
- Colchagua
- Curicó
- Talca
- Linares
- Maule
- Ñuble
- Concepción
- Arauco
- Biobío
- Malleco
- Cautín
- Valdivia
- Osorno

De oeste a este se presentan las calles de expresidentes de Chile y oficiales del Ejército de Chile:
- Arturo Alessandri
- Juan Antonio Ríos
- Rafael Sotomayor
- Pedro Aguirre Cerda
- Carlos Ibáñez del Campo
- José Manuel Balmaceda
- Eduardo Frei Montalva (Ruta 43)
- General René Schneider, en honor al comandante en jefe del Ejército asesinado en 1970.
- Subteniente Héctor Lacrampette, en honor al joven militar asesinado en 1973. La calle se encuentra erróneamente nombrada como "Héctor Lacamprette".
- Futura prolongación de Avenida Estadio, que conecta el Estadio La Portada con el futuro centro comercial Paseo Balmaceda y el sector de Tierras Blancas.

## Administración

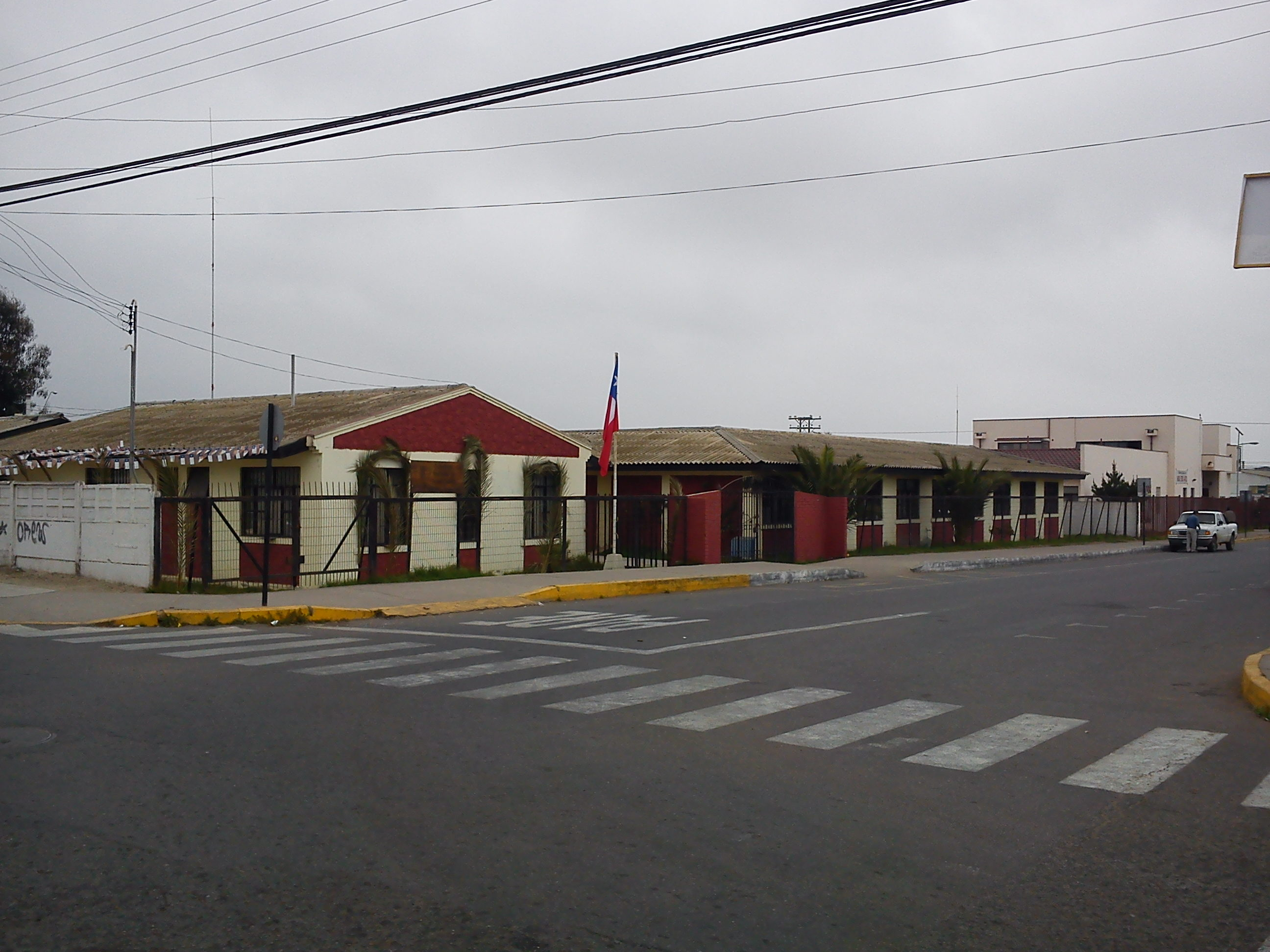
Delegación Municipal de Tierras Blancas.

Perteneciente a la I. Municipalidad de Coquimbo y está representada por la Delegación Municipal, la cual recibe sugerencias y transmite las necesidades de la localidad.

## Organizaciones funcionales
- Cuerpo de Bomberos: fundado el 6 de mayo de 1974 como Séptima Brigada de Bomberos de Tierras Blancas y reconocida el 10 de diciembre de 1979 como Octava Compañía de Bomberos de Coquimbo, se ubicaba originalmente en calle O'Higgins actualmente cuenta con un moderno retén construido en el año 2010 ubicado en calle Stte Héctor Lacamprette.[2][3] Octava Compañía de Bomberos de Coquimbo.

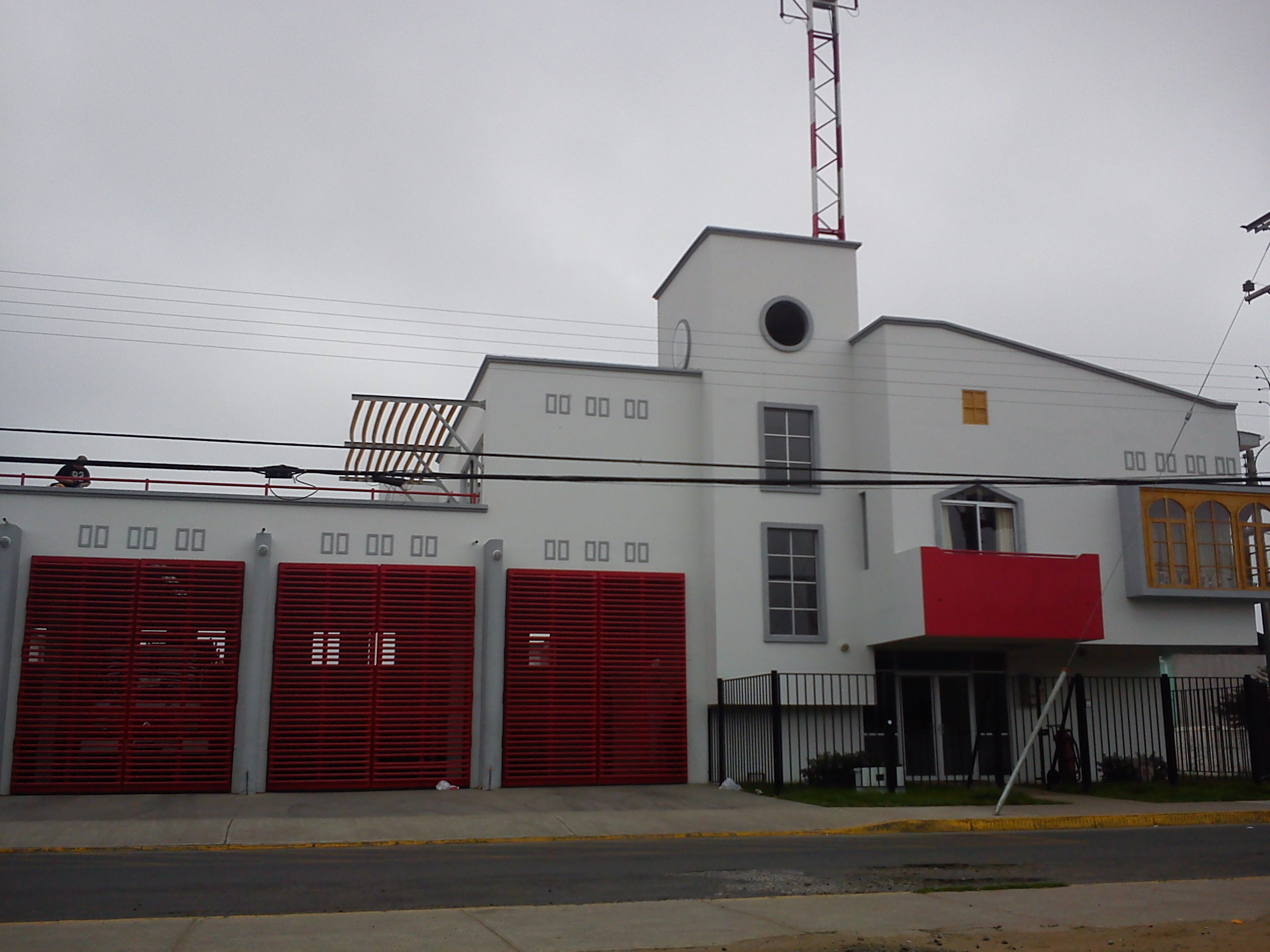
Octava Compañía de Bomberos de Coquimbo.

- Subcomisaría de Tierras Blancas, antes Retén.Subcomisaría de Tierras Blancas.

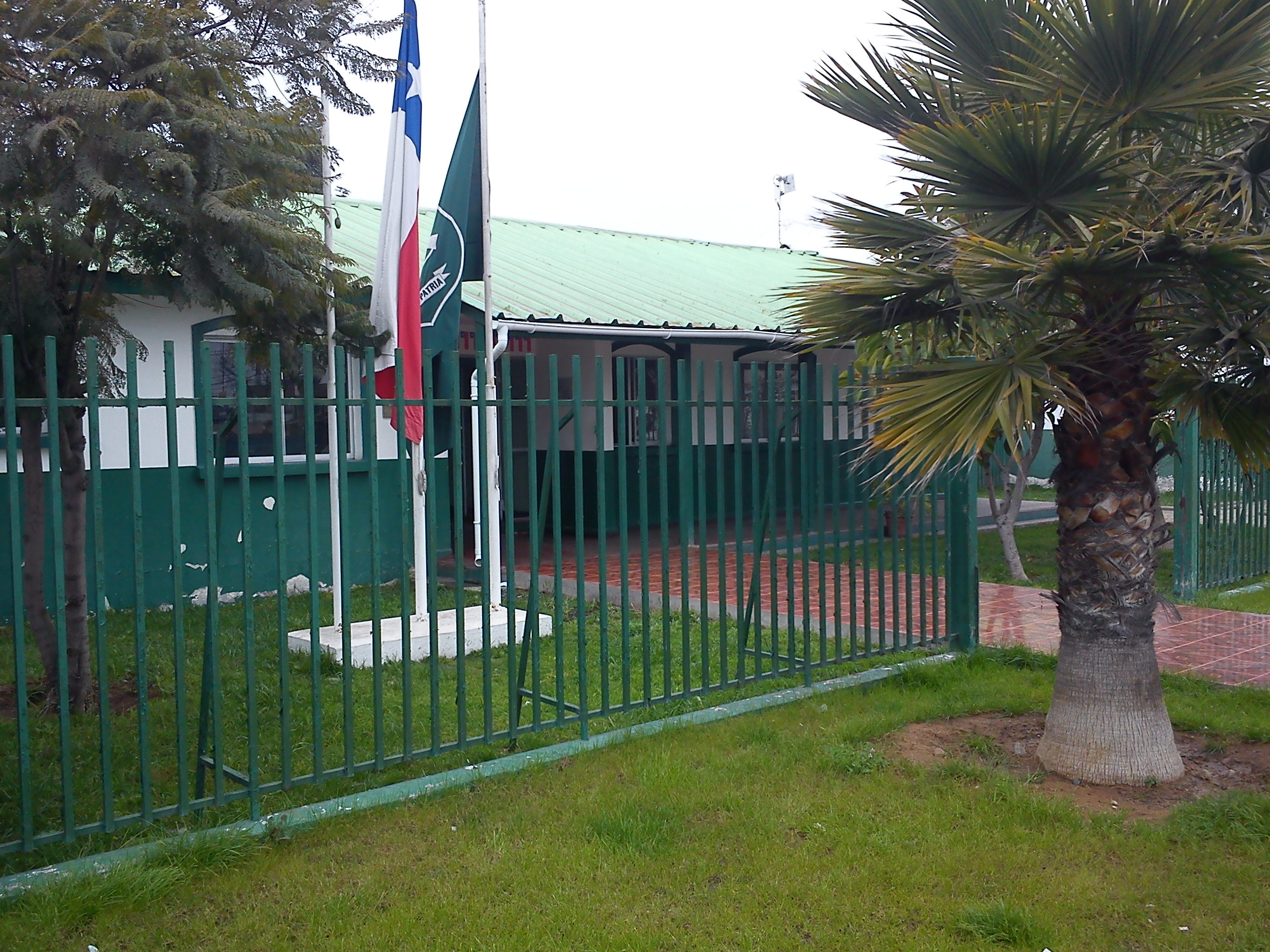
Subcomisaría de Tierras Blancas.

- Centro de Salud Familiar (CESFAM) Tierras Blancas.CESFAM Tierras Blancas.

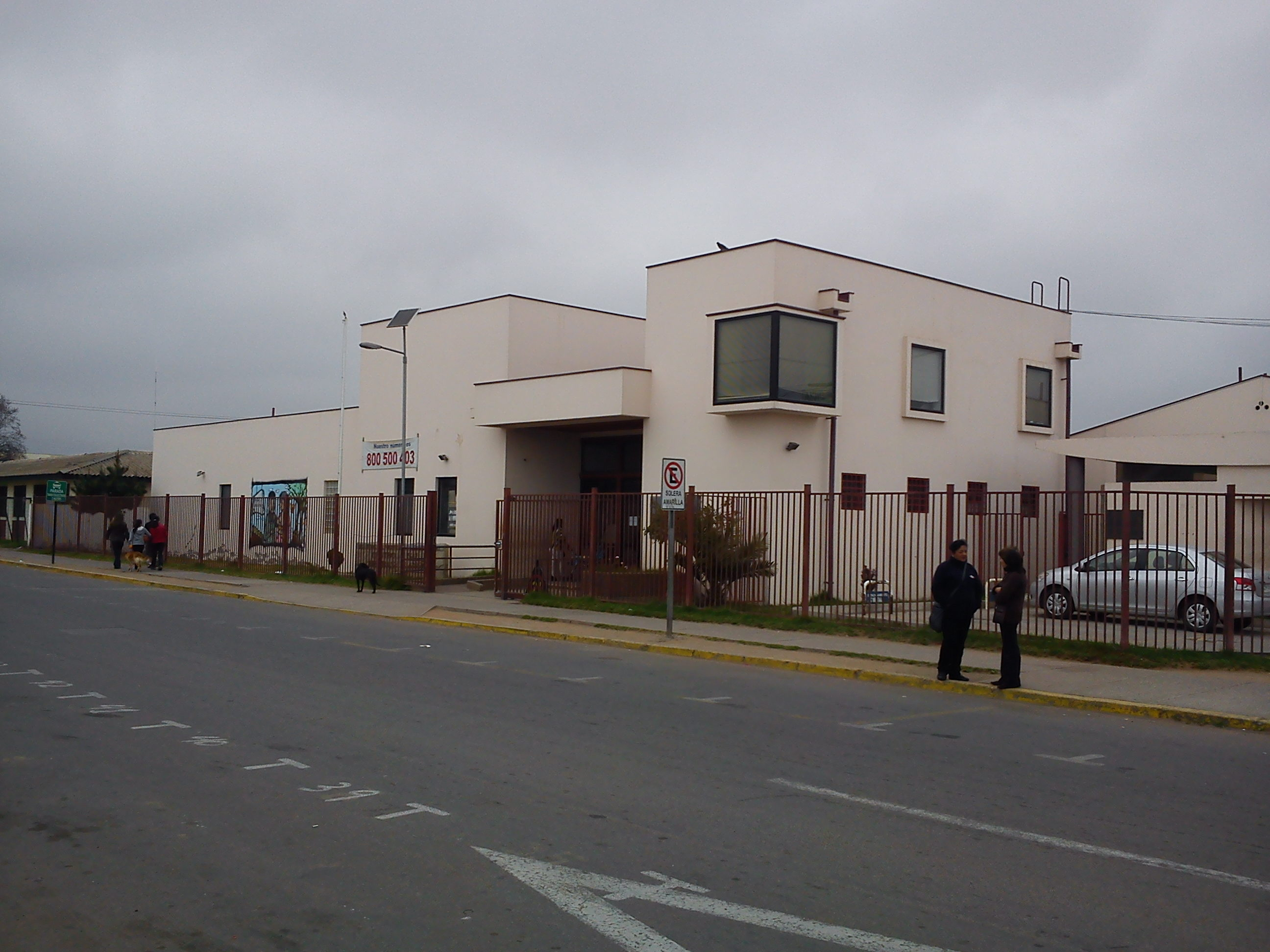
CESFAM Tierras Blancas.

- Radio Carnaval: radioemisora iniciada en enero de 1991, con programación musical esencialmente tropical, tropical-latina, cumbia, merengue, boleros y baladas latinas.
- Feria libre: originalmente ubicada en la calle Linares entre las calles René Schneider y Jorge Alessandri, la cual no contaba con pavimentación y que en 1998 cambió su ubicación hacia el sur ubicación en la calle René Schneider entre calles Linares y Valdivia, con actual funcionamiento los días miércoles y domingo; en el año 2000 se origina oficialmente la Feria de las Pulgas, ubicada en calle Juan Manuel Balmaceda entre calles Linares y Llanquihue, con funcionamiento los días martes y sábado.Feria de las Pulgas.

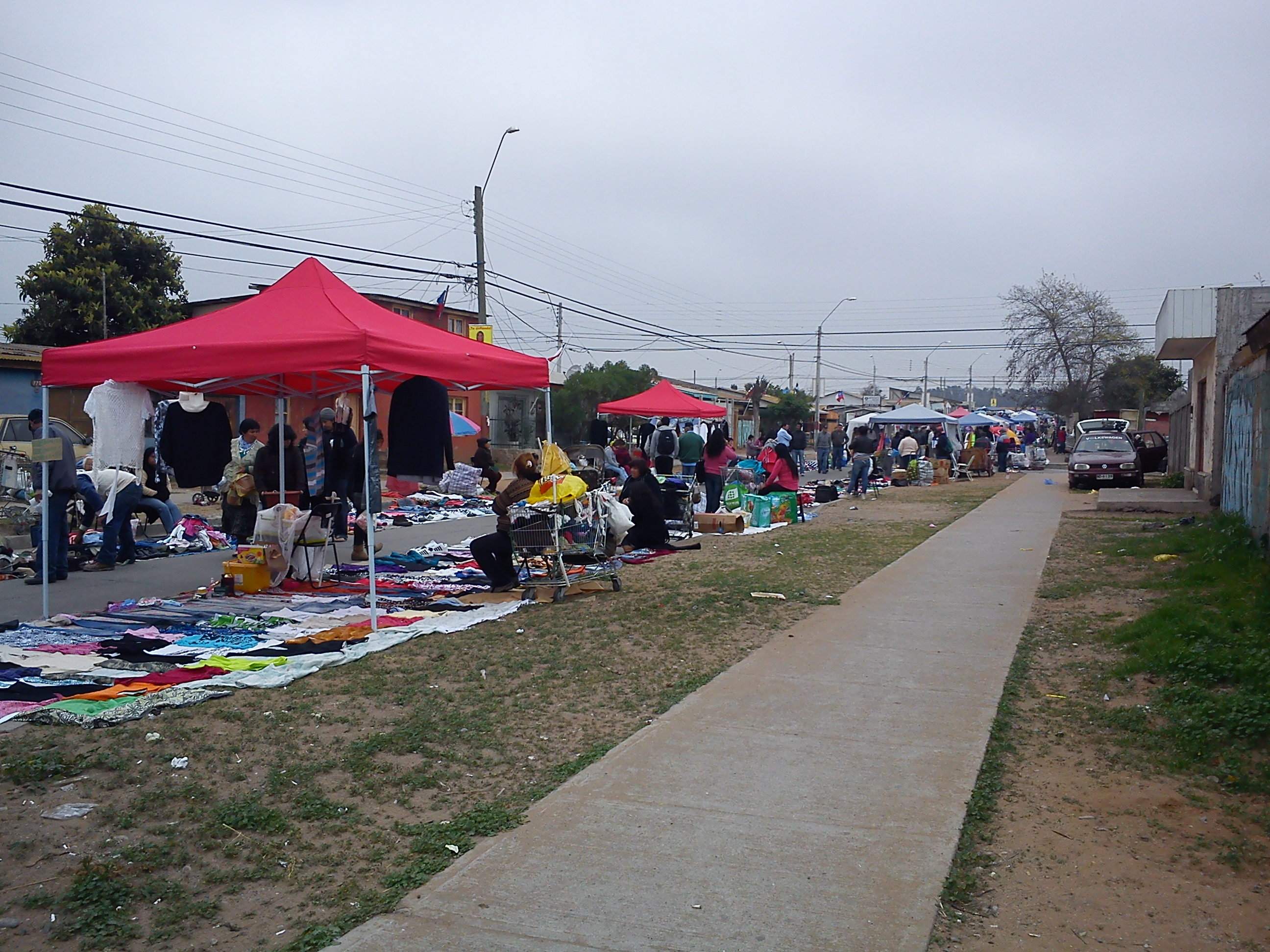
Feria de las Pulgas.

- Gimnasio Techado Municipal de Tierras Blancas: inaugurado el 29 de mayo de 2008 por la expresidenta Michelle Bachelet.[4] Gimnasio Techado Municipal de Tierras Blancas.

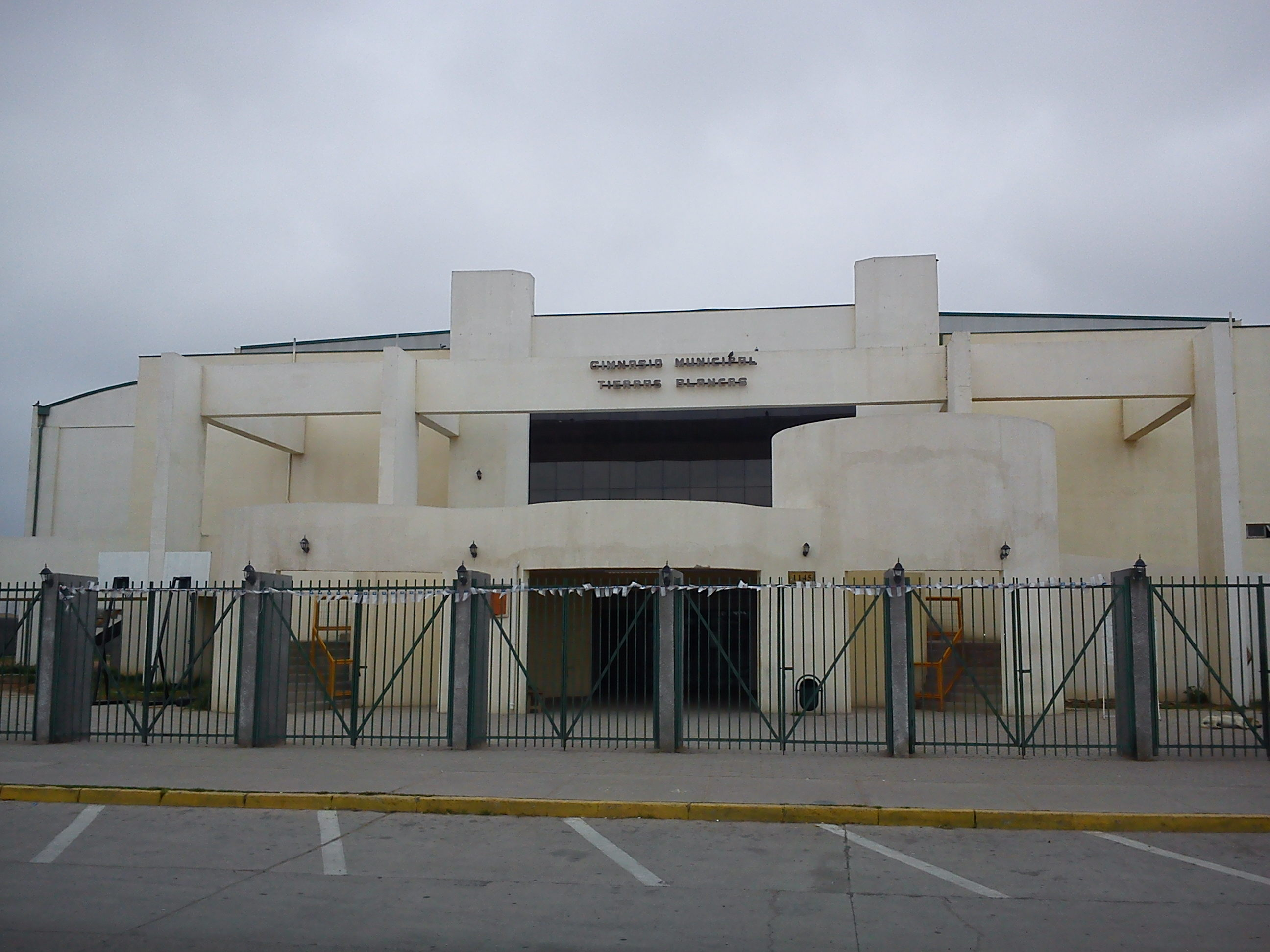
Gimnasio Techado Municipal de Tierras Blancas.

## Organizaciones deportivas
Existen diversas agrupaciones deportivas y clubes que participan a nivel de la misma localidad como a nivel comunal. Las agrupaciones se dedican a la formación y práctica principalmente del fútbol como el baloncesto. Como en toda localidad muchas instituciones han dejado de funcionar, pero también han surgido deportistas destacados a nivel nacional.
Entre los clubes de fútbol destacan:
- Unión Tierras Blancas
- Esfuerzo Juvenil
- Juventud Unida
- Unión Malleco
- Deportivo Atacama
- Club Deportivo Wilson Martínez

En el caso del básquetbol, la principal entidad que opera desde 1974 es el "Club Social y Deportivo Geiser", fundado por don Manuel Cortés y referente de toda la historia basquetbolística de la localidad. A lo largo de la historia de Tierras Blancas se han conformado varias agrupaciones amantes del baloncesto, pero han ido quedando en el camino.
Actualmente existen 2 agrupaciones más que también, al igual que Géiser, participan en campeonatos federados en la zona: el "Deportivo Manuel Cortés"(2011) y "Amigos de Tierras Blancas(ATB)"(2013).

## Organizaciones religiosas
Una distinción de Tierras Blancas es que conviven sin ninguna dificultad diversas agrupaciones en donde la fe se manifiesta y que da cuenta de lo cercanos a las creencias religiosas. Muchos templos, iglesias, capillas y centros de oración están emplazados en todo el territorio, entre los que destacan la Parroquia Cristo Resucitado, la Iglesia Evangélica Pentecostal (IEP), la iglesia Adventista del Séptimo día y La Iglesia de Jesucristo de los Santos de Los Últimos Días.

## Transporte urbano

### Transporte mayor
- LINCOSUR (Línea Intercomunal Sur): Actualmente posee cinco recorridos que transitan en tres líneas entre la localidad de Cerrillos, Pan de Azúcar, Bosque San Carlos, Tierras Blancas, La Pampa, La Serena y Las Compañías.

- LISERCO (Línea La Serena-Coquimbo): Actualmente posee dos recorridos que transitan entre Tierras Blancas y la ciudad de Coquimbo las que circulan en dos variantes, una por las localidad de La Cantera y otra por la localidad de Peñuelas.

Asimismo, existen varias líneas de transporte menor, formadas por taxis colectivos, que realizan recorridos hacia los sectores de La Cantera, Peñuelas, La Pampa, Coquimbo y La Serena.

## Educación

### Establecimientos municipales
Actualmente cuenta con 3 escuelas básicas y un liceo municipal:
- Escuela básica "José Agustín Alfaro" (enlace roto disponible en Internet Archive; véase el historial, la primera versión y la última)., primer establecimiento educacional creado en 1965. El nombre original era Escuela N°31, posteriormente pasó a ser llamada Escuela D-110.
- Escuela básica "Santo Tomás de Aquino (enlace roto disponible en Internet Archive; véase el historial, la primera versión y la última)." creada en 1976 a raíz del aumento de la población en Tierras Blancas.
- Escuela básica "República de Italia" creada en 2005 por el aumento de la población en el sector norte de la localidad.
- Liceo Técnico Profesional Fernando Binvignat Marín, creado en 1983 el que actualmente cuenta con seis especialidades: Administración, Párvulo, Agropecuaria, Estructuras Metálicas y Electricidad. http://www.liceobinvignat.cl/

### Colegios particulares subvencionados
- Colegio "Miguel de Cervantes", fundado en marzo de 1985 el cual cuenta con dos centros educativos.http://www.colmigueldecervantes.cl
- Colegio "Diego de Almeyda", creado en mayo de 1987 cuenta con la especialidad de Hotelería y Turismo.http://www.diegodealmeyda.cl
- Colegio "Calasanz", creado en agosto de 1987 por la Comunidad Escolapia de Chile.http://www.colegio-calasanztb.cl
- Colegio "María de Andacollo", creado en 2003.http://www.colegiomariadeandacollo.cl/
- Colegio Técnico Profesional "Altué", creado en 2009 con la especialidad de Construcción.

### Centros educacionales
- Centro Educacional "CEDIN" sede Tierras Blancas.
- Escuela Especial "El Sendero".
- Colegio de Lenguaje "Hellen Keller.
- Colegio de Lenguaje "Horizontes".